# Борисовська сільська рада (Пономарьовський район)
Бори́совська сільська рада (рос. Борисовский сельский совет) — сільське поселення у складі Пономарьовського району Оренбурзької області Росії.
Адміністративний центр та єдиний населений пункт — село Борисовка.

## Населення
Населення — 332 особи (2019; 402 в 2010, 443 у 2002).